# Garyovité
Garyovité (Garryaceae) je čeleď vyšších dvouděložných rostlin z řádu vřesovcotvaré (Ericales). Jsou to dřeviny se vstřícnými jednoduchými listy a drobnými květy. Čeleď zahrnuje 17 druhů ve 2 rodech a je rozšířena v Asii a Americe. Stálezelený druh aukuba japonská je občas pěstován jako okrasná dřevina.

## Popis
Garyovité jsou stálezelené dvoudomé keře a stromy se vstřícnými kožovitými listy bez palistů. Listy jsou jednoduché, řapíkaté, čepel je celistvá nebo členěná, celokrajná nebo zubatá. Žilnatina je zpeřená.
Květy jsou jednopohlavné, drobné, čtyřčetné, v hroznech, latách nebo jehnědách. U rodu Aucuba je přítomen kalich i koruna, u rodu Garrya jsou květy bezkorunné a kalich je někdy redukován na 2 lístky nebo také chybí. Samčí květy obsahují 4 volné tyčinky. Semeník je spodní, monomerický (Aucuba) nebo srostlý ze 2 až 3 plodolistů (Garrya), s jedinou komůrkou s 1 až 3 vajíčky. Počet čnělek odpovídá počtu plodolistů. Plodem je jednosemenná (vzácně 2-3semenná) bobule nebo peckovice. Rod Garrya je opylován větrem.

## Rozšíření
Čeleď zahrnuje 17 druhů ve 2 rodech. Vyskytuje se v záp. a jz. oblastech Severní Ameriky, ve Střední Americe včetně karibských ostrovů a ve východní Asii.

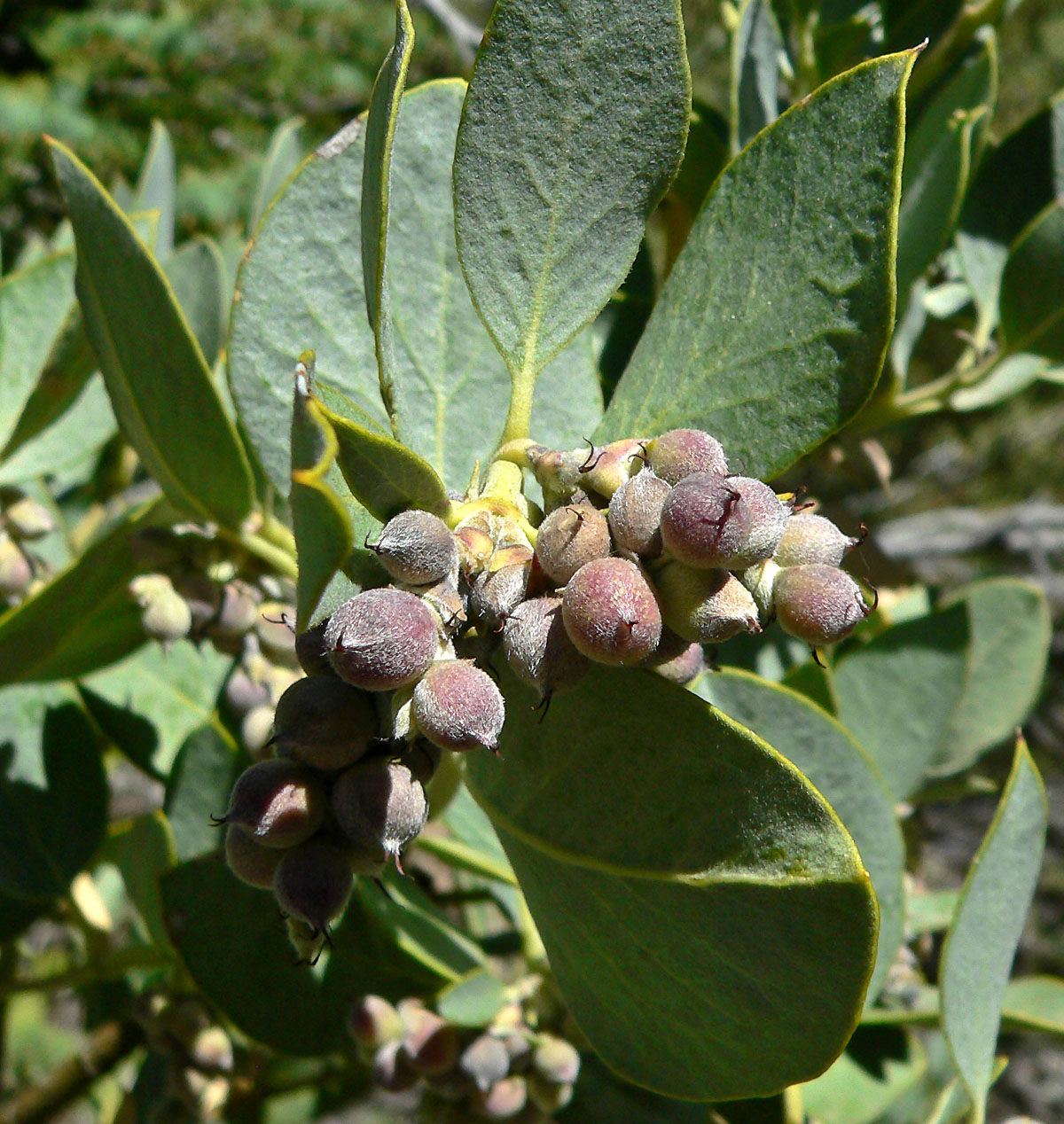
Plody Garrya flavescens
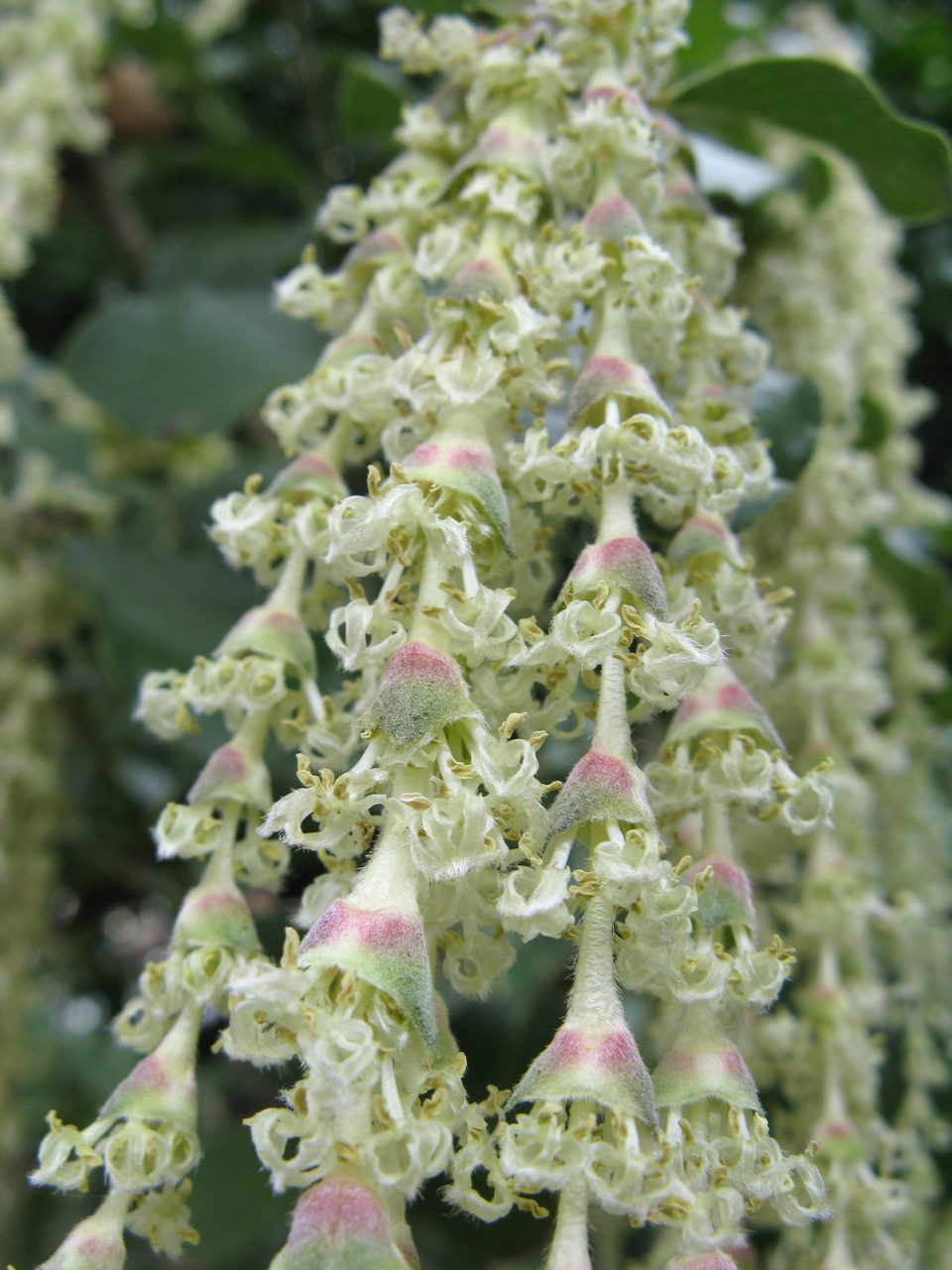
Detail květenství Garrya elliptica
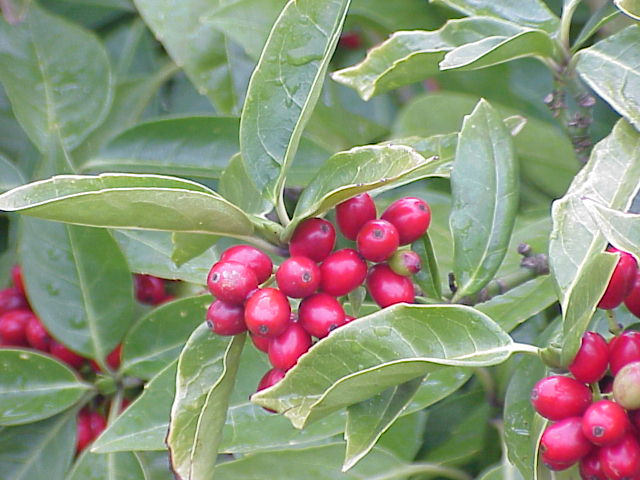
Plodící Aucuba japonica
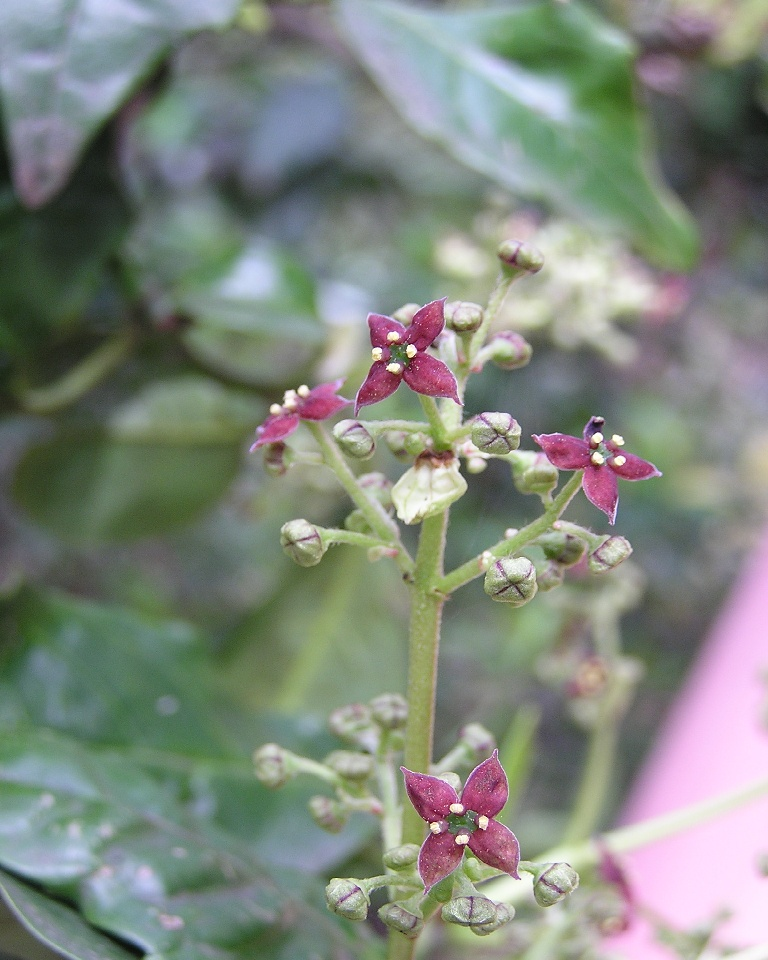
Květy Aucuba japonica

## Taxonomie
V minulosti byla čeleď nejčastěji řazena do řádu Cornales (Cronquist,
Dahlgren), případně do samostatného řádu v rámci nadřádu Cornanae (Tachtadžjan). Rod Aucuba byl řazen do samostatné čeledi Aucubaceae nebo jako součást čeledi dřínovité (Cornaceae).

## Význam
Aukuba japonská (Aucuba japonica) je stálezelená dřevina s velmi ozdobnými červenými plody. Pěstuje se zejména kultivar Variegata s hustě žlutě skvrnitými listy. Kůra některých druhů garyjí (Garrya) byla využívána v tradiční medicíně při léčení těžkých průjmů. Občas jsou keře tohoto rodu pěstovány v teplejších zemích jako okrasné dřeviny s nápadnými převislými květenstvími.

## Zástupci
- garye (Garrya)
- aukuba (Aucuba)[6]